# کشف چندگانه
مفهومِ کشفِ چندگانه (به انگلیسی: Multiple discovery) به فرضیه‌ای اشاره دارد که می‌گوید اکثرِ کشف‌ها و اختراع‌هایِ مهمِ علمی، به صورتِ مستقل و تقریباً همزمان، توسطِ چندین دانشمند و مخترعِ مختلف، کشف شده‌اند. این نظریه، در تضادِ با نظریه‌یِ سنتی و متداولی است که با نامِ نظریه قهرمانانه اختراع‌ها و پیشرفت‌های علمی، شناخته می‌شود.

## چندگانه‌ها
زمانی که برندگان جایزه نوبل به صورتِ سالانه اعلام می‌شوند -در فیزیک، شیمی، پزشکی یا اقتصاد- مشاهده می‌شود که بیشترِ وقت‌ها، در هر شاخه، تعدادِ کسانی که آن کشفِ علمی را انجام داده‌اند، دو یا سه نفر به صورتِ مستقل بوده‌اند.
نمونه‌هایِ بسیار رایج و معروفی که از کشف‌هایِ مستقلِ چندگانه آورده می‌شود معمولاً شاملِ این موردها می‌شود: در قرنِ ۱۷م فرمول‌بندیِ حسابان، به صورتِ جداگانه توسطِ آیزاک نیوتون و گوتفرید ویلهلم لایب‌نیتز؛ در قرنِ ۱۸م، کشفِ اکسیژن، توسطِ آنتوان لاووازیه، کارل ویلهلم شیله و جوزف پریستلی و در قرنِ ۱۹م، کشفِ نظریه‌ی فرگشت، به صورتِ همزمان توسطِ چارلز داروین و آلفرد راسل والاس.